# Малеалеа
Малеалеа — село в районі Мафетенг, приблизно за 80 км від Масеру на півдні Лесото. Розташоване в громаді Махаленг за 3 км західніше гирла річки Ботсоела.